# Etosha Nationalpark
Etosha Nationalpark ligger i det nordvestlige Namibia.

## Historie
Parken blev etableret i 1907, da Namibia var en tysk koloni (Tysk Sydvestafrika). Oprindeligt dækkede parken et areal på 100.00 km² og på oprettelsestidpunktet var det verdens største vildreservert. Af politiske årsager er parken i dag blevet indskrænket og er nu godt fjerdedel af dets oprindelige størrelse. Arealet udgør i dag 22.270 km².

## Fauna og flora
Det meste af parken består af en enorm saltslette (ca. 4.850 km²). Saltsletten er ca. 130 km lang og visse steder op til 50 km bred. Det meste af tiden er saltsletten udtørret, men fyldes i en kort periode om sommeren (november-april) med vand, som især tiltrækker pelikaner og flamingoer.
De mere frugtbare områder omkring saltsletten har et rigt og varieret dyreliv, som udenfor regntiden er afhængig af de ca. 50 vandhuller, som findes i parken. Ved disse vandhuller kan man blandt andet opleve den den endemiske art sortmasket impala. Der findes også større dyr som fx næsehorn, afrikanske elefanter og giraffer. Der findes mere 20.000 springbukke og 6.000 zebraer i reservatet. Man finder også rovdyr som fx løver, leoparder, geparder, hyænehunde og stripede sjakaler.
Der er blevet etableret et hegn rundt om hele parken for at kontrollere spredningen af sygdomme. Hegnet er ca. 850 km langt.